# Matsalycke

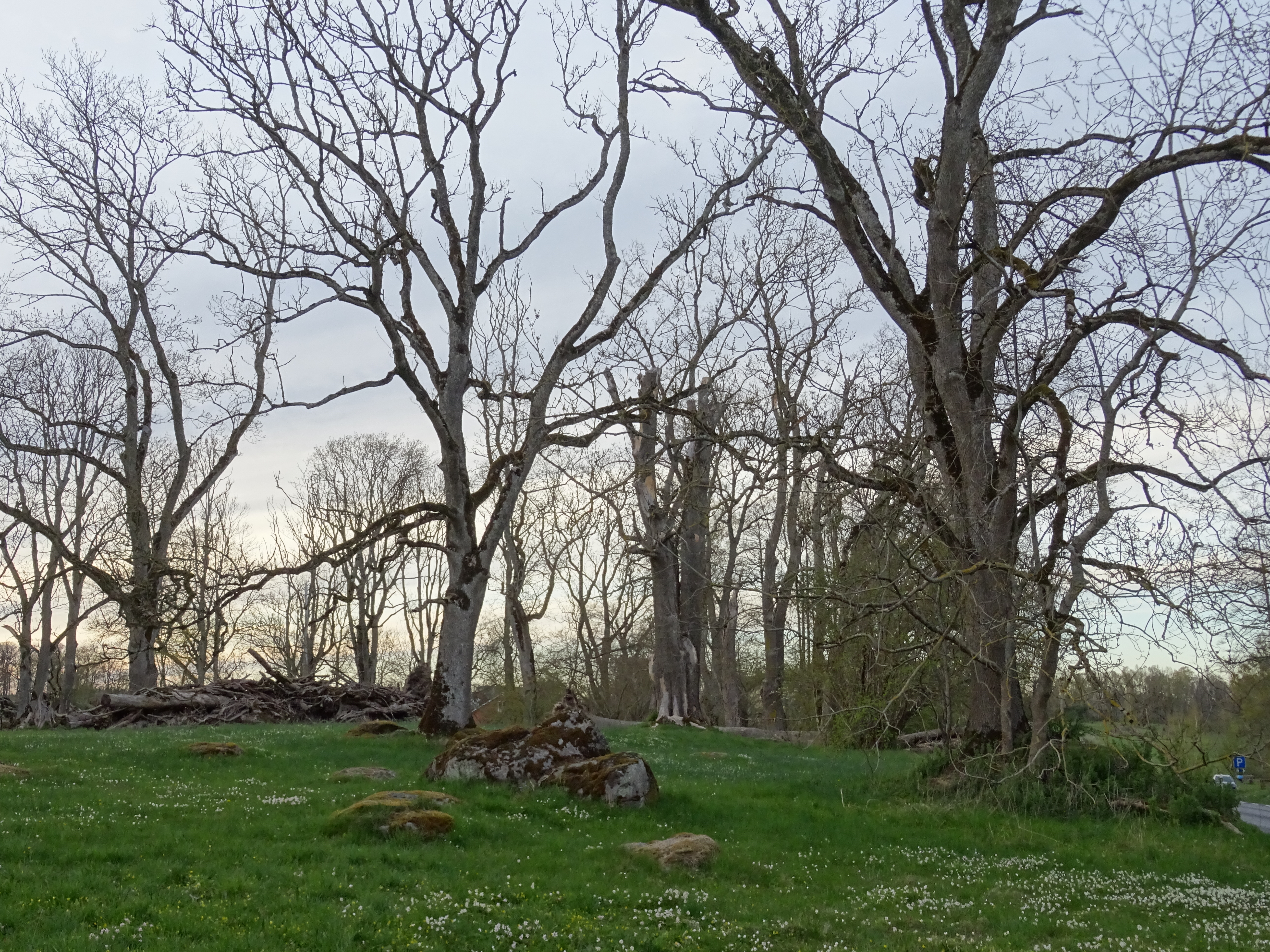
Matsalycke Östra Göinge, västra området.

Matsalycke är ett naturreservat i Östra Göinge kommun i Skåne län.
Området är naturskyddat sedan 1976 och är 2 hektar stort. Reservatet består till största delen av en betad asklund. 